# Друкарня
Друка́рня — поліграфічне підприємство, на якому виготовляють друковану продукцію (книги, газети, журнали, плакати тощо).
Перші друковані книги староукраїнською мовою видав Швайпольт Фіоль у своїй друкарні в Кракові («Осьмогласник» (1491) з дереворитом «Розп'яття», «Часословець» (1491), «Тріодь пістну» (не датована) і «Тріодь цвітну» (1491)).
В Україні перша друкарня в середині 15 ст.
У 1574–1650 роках в Україні діяли 25 друкарень, у 1651–1720 — лише 13.
Збереглися документи, відкриті тільки в останні роки, що у 1460 році львівський міщанин Степан Дропан подарував свою друкарню львівському Онуфріївському монастирю. Це перша з відомих згадок про друкарство в Україні і Львові зокрема. Уявний портрет першодрукаря Степана Дропана у майстерні створений сьогодні в рамках проекту «Українці у світі».
Друга з відомих в Україні друкарень заснована у 1573 році Іваном Федоровичем у Львові. Пізніше почали діяти Острозька друкарня, Києво-Печерська друкарня, Унівська, Почаївська та інші.
В СРСР розрізняли друкарні союзні, республіканські, крайові, обласні, міжрайонні й районні; великі, середні й дрібні.
В сучасних друкарнях є цехи основного виробництва (складальні, фотоцинкографські, стереотипні, виготовляння офсетних форм і форм глибокого друку, друкарські та брошурувально-палітурні) і допоміжного (наприклад, ремонтно-механічні).
Підприємства, де переважає офсетний друк або глибокий друк, називаються фабриками (наприклад, картографічна фабрика); великі друкарні, на яких застосовують два або три способи друку,— поліграфічними комбінатами. На базі великих друкарень створюють поліграфічні виробничо-технічні об'єднання.